# Josef Rejsek (ilustrátor)

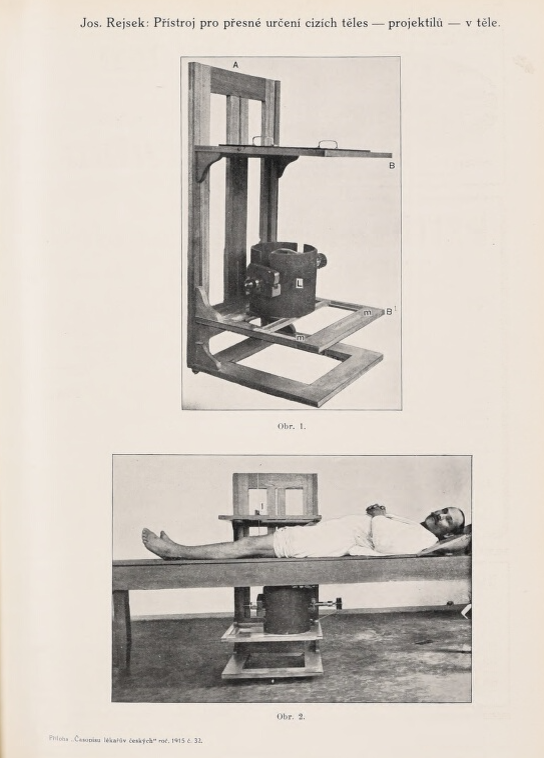
Přístroj pro přesné určení cizích těles, zejména projektilů, v těle. Sestrojen Josefem Rejskem r. 1915.

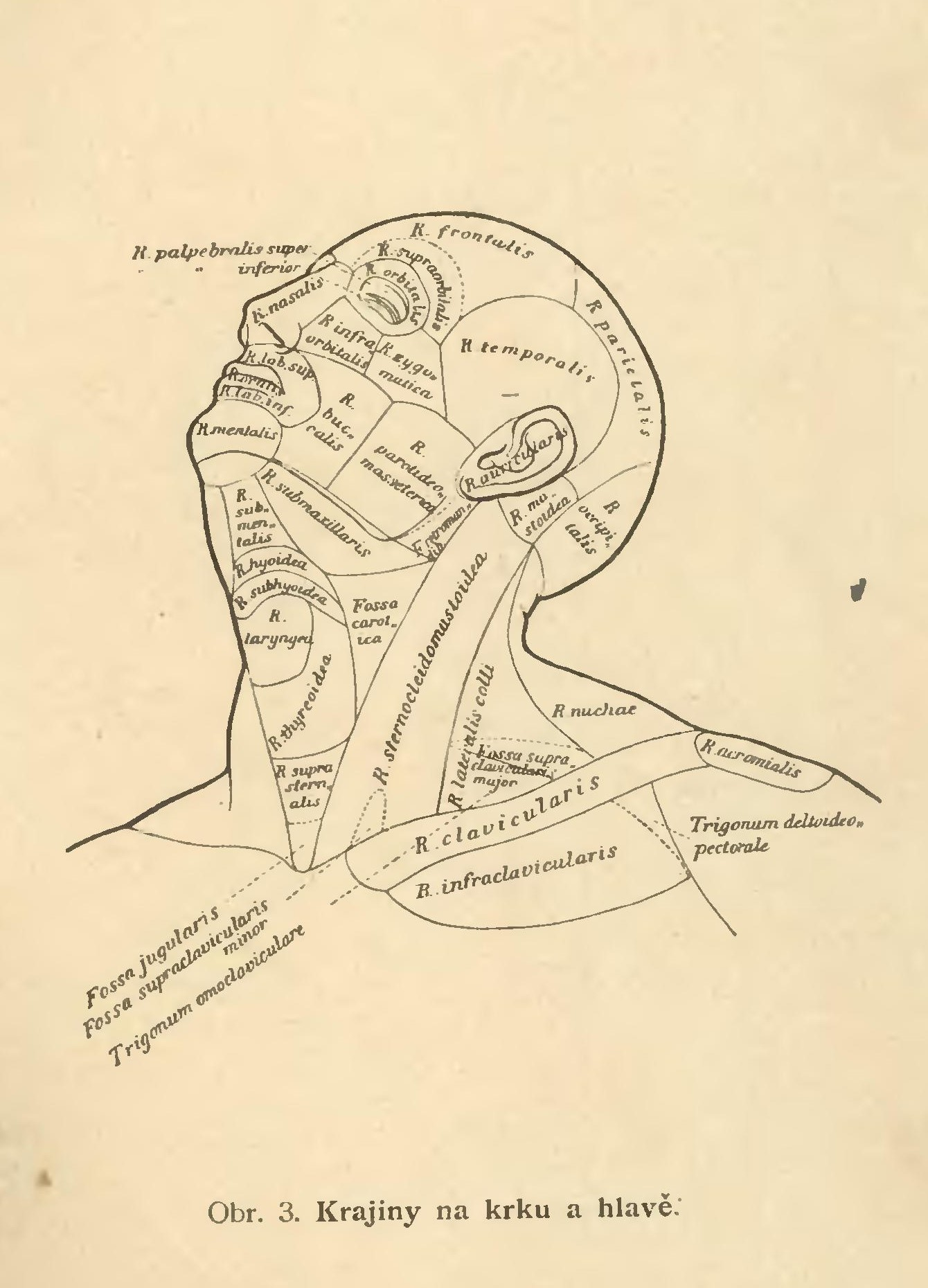
Krajiny na krku a na hlavě. Ilustrace Josefa Rejska v anatomickém atlase prof. MUDr. Jana Janošíka (1900)

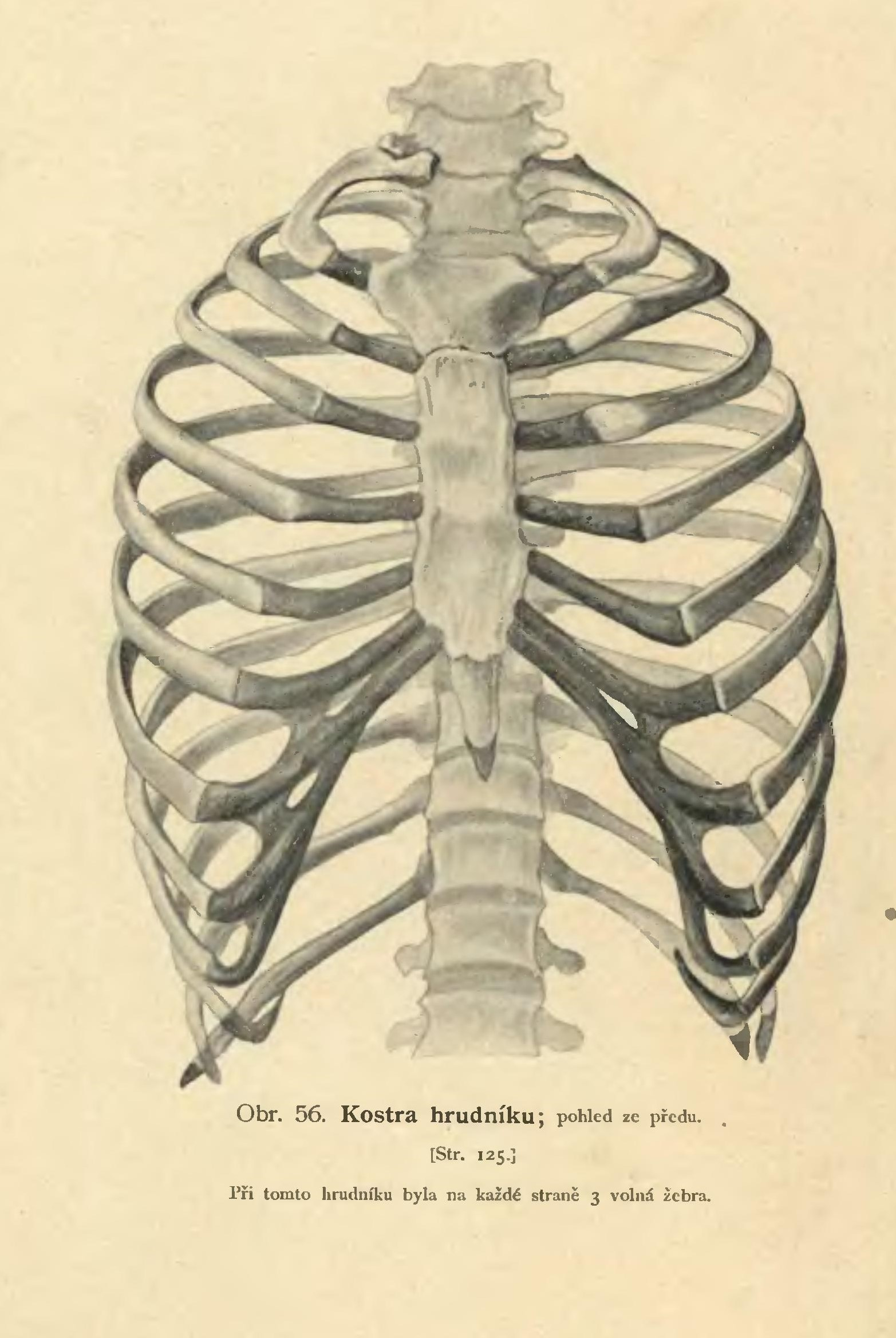
Kostra hrudníku v témže atlase

Josef Rejsek (8. listopadu 1860 Pelhřimov – 15. ledna 1932 Česká Bělá) byl český malíř, ilustrátor a preparátor. Asi čtyřicet let pracoval v anatomickém ústavu české univerzity v Praze. Vytvořil řadu biologických preparátů, modelů hub aj. Ilustroval řadu lékařských a přírodovědných publikací. Věnoval se i histologii a mikroskopii. Roku 1915 zkonstruoval přístroj pro rentgenologické vyhledávání projektilů v těle.

## Život
Narodil se 8. listopadu 1860 v Pelhřimově č. 68 jako syn truhláře Jana Rejska (do matriky byl zapsán jako Rejzek). Absolvoval gymnázium v rodném městě a vystudoval malířství na Akademii výtvarných umění v Praze.
Své umělecké vzdělání využil k vědeckým účelům. Začal jako malíř lékařských preparátů. V letech 1894-1926 pracoval v anatomickém ústavu české univerzity v Praze u profesora Jana Janošíka jako preparátor a tvůrce anatomických a botanických modelů. Rovněž spolupracoval s profesorem Hlavou. Ilustroval množství českých vědeckých prací. Napsal také samostatné práce v oboru mikroskopie a histologie.
Během první světové války, roku 1915, vytvořil přístroj k vyhledávání projektilů v těle pomocí rentgenu. Jeho vynález se používal ve vojenských nemocnicích.
Mezi lékaři a mediky byl velmi známý a oblíbený, v době činnosti ho znala celá tehdejší lékařská generace. Uznávali ho jako výborného kreslíře, preparátora a histologa, který byl zároveň společenský, vtipný a veselý, i když některé si naopak znepřátelil svými ironickými poznámkami. Medici mu pro jeho všestranné znalosti dali přezdívku „Vševěd“. Byl také přijat za člena České akademie.
Na podzim roku 1927 odešel do výslužby a odstěhoval se ke svému zeti, statkáři Janu Sajfertovi do České Bělé. Tam zemřel 15. ledna 1932 na infarkt myokardu. Pohřben byl zpopelněním.

## Dílo

### Vlastní spisy
- Histologie oka mloka Cryptobranchus japonicus, Praha : Česká akademie, 1897[p 2]
- Pozorování ze života sysla a normální zacházení embryí na březích uterech, Praha : Česká akademie, 1902
- Mikroskopická technika, Praha : Česká grafická unie, 1920, 2. vydání 1927

### Vědecké ilustrace (výběr)
- Jaroslav Hlava: Pathologická anatomie, Praha : Bursík a Kohout, 1897
- Jan Janošík: Histologie a mikroskopie anatomie, Praha : Bursík a Kohout, 1892
- Jan Janošík: Anatomický atlas ku studiu a praktické potřebě. Díl 1-7, Praha : vlastní náklad : distribude František Řivnáč, 1897-1904[9]
- Jan Janošík: Anatomie člověka, Praha : vlastní náklad, 1898-1901

### Umělecké ilustrace
- Chosru Dehlevi Háfti Nizámí: Příběh Behráma Gura a Růžového líčka, Praha : Kamila Neumannová, Knihy dobrých autorů, svazek 121, 1915

## Rodina
- 16. srpna 1888 se v kostele sv. Františka v Praze oženil s Antonií Holetzovou (1866-??), dcerou pilníkáře.[10]
- Syn Bohumír Rejsek[11] (1891-1968) se stal lékařem-dermatovenerologem.[12]
- Syn Josef Rejsek[11] (1892-1936) byl docentem urologie a primářem Fakultní nemocnice Bulovka[13]
- Dcera Božena (1889-??)[11] se roku 1913 provdala za statkáře Jana Sajferta[14] (1883-1953) z České Bělé, autora publikací o pěstování ovoce[15] a syna někdejšího politika Františka Sajferta[16] (1856-1911).